# Ljuva kors, min själs behov
Ljuva kors, min själs behov är en psalm med text skriven av Johan Hjärne, bearbetades senare av Christopher Dahl.

## Publicerad i
- 1819 års psalmbok som nr 236 under rubriken "Kristligt sinne och förhållande - I allmänhet: Förhållandet till Gud: Tålamod och tröst av Guds godhet under korset och bedrövelsen".[1]